# Райън Нелсън
Райън Уилям Нелсън (на английски: Ryan William Nelsen) е новозеландски футболист роден на 18 октомври 1977 г. в Крайстчърч, Нова Зеландия. Той играе за Куинс Парк Рейнджърс в Английската висша лига.

## Кариера
След като първоначално играе за началните си училища, през 1997 г. се мести в колежа Грийнбъро в Северна Каролина. Там играе 2 години и после е трансфериран в Станфорския университет където е награден за Най-полезен играч. Тогава той още играе като дефанзивен полузащитник. Той също взема и бакалавърска степен в науката политология.
През 2001 г. Райън започва да играе в професионалния ДС Юнайтед. През 2002 става титуляр, а през 2003 и капитан и печели наградата за Най-добър защитник и избран в отбора на сезона. Следващия сезон отново е избран в отбора на сезона, след като повежда отбора си към четвърта Купа на МСЛ (Мейджър Сокър Лийг).
Нелсън подписва с „Роувърс“ през зимата на 2005 със свободен трансфер, малко след като сезона в МСЛ свършва. През лятото на 2005, след само 6 месеца в клуба той е възнаграден с нов тригодишен контракт след като впечатлява с великолепни качества в защита тогавашния мениджър на клуба Марк Хюз. Оттогава насам той се превръща във важна фигура за Блекбърн и е неизменям титуляр. Заедно с Кристофър Самба оформят дуо в центъра на защитата на блекбърн. Нелсен пропуска по-голямата част от 2011/12 поради травма и преминава в Тотнъм със свободен трансфер, а на 15 юни същата година се разбира за преминаването си в Куинс Парк Рейнджърс.